# ロベール・フレース
ロベール・フレース（Robert Fraisse、1940年 - ）はフランス・パリ出身の映画撮影監督。

## 人物
ジャン＝ジャック・アノー監督の作品にしばしば参加している。
1992年の『愛人/ラマン』でアカデミー撮影賞にノミネートされた。

## 主な作品
- O嬢の物語 Histoire d'O (1975)
- 続エマニエル夫人 Emmanuelle 2 (1975)
- チャタレイ夫人の恋人 Lady Chatterley's Lover (1981)
- エレベーターを降りて左 À gauche en sortant de l'ascenseur (1988)
- 愛人/ラマン L' Amant (1992)
- ロシア52人虐殺犯/チカチーロ Citizen X (1995) テレビ映画
- セブン・イヤーズ・イン・チベット Seven Years in Tibet (1997)
- RONIN Ronin (1998)
- 宮廷料理人ヴァテール Vatel (2000)
- スターリングラード Enemy at the Gates (2001)
- きみに読む物語 The Notebook (2004)
- ホテル・ルワンダ Hotel Rwanda (2004)
- マンデラの名もなき看守 Goodbye Bafana (2007)